# Pierre Boya
Pierre Boya (* 16. Januar 1984 in Douala) ist ein kamerunischer ehemaliger Fußballspieler auf der Position eines Stürmers.

## Karriere

### Verein
Boya begann seine Karriere bei Union Douala, wo auch Spieler wie Thimothée Atouba oder Joël Epalle aktiv waren.
2002 wechselte er ins Ausland und unterschrieb einen Vertrag bei Salam Zgharta in der höchsten libanesischen Spielklasse. Ein Jahr später wechselte er zu Tripoli SC, der damals noch auf den Namen Olympic Beirut hörte. Dort konnte er als Ersatzspieler zwar keinen Einsatz in der Meisterschaft verbuchen, jedoch gewann der Verein diese und im Pokal blieb Olympic auch erfolgreich.
2003 ging es erstmals nach Europa. Boya unterschrieb einen Vertrag beim FK Partizan Belgrad in Serbien. In seinem ersten Jahr mit Partizan wurde er Vizemeister hinter den FK Roter Stern Belgrad. 2004/05 war ein erfolgreicheres Jahr. Anfangs gab Boya sein Debüt auf europäischer Ebene und kam mit Partizan bis ins Achtelfinale des UEFA-Cups. Der Stürmer gab sein Debüt gegen den Vertreter aus Rumänien Dinamo Bukarest und spielte beim 3:1 Hinspielerfolg in Belgrad durch und erzielte das 2:1. Insgesamt folgten noch zwei Treffer in dieser Europacupspielzeit. Auch in der Meisterschaft war Partizan mit Boya erfolgreich. Der serbisch-montenegrinische Meistertitel konnte geholt werden. Ein Jahr darauf wurde der Verein wieder Vizemeister. Nach einem weiteren Vizemeistertitel 2006/07 wechselte der Kameruner zu Rapid Bukarest nach Rumänien.
Bei Rapid konnte er sich auf Anhieb durchsetzen. Sein Debüt gab er am 26. August 2007 gegen den FC Timișoara, als er in der 73. Minute für Mugurel Buga eingewechselt wurde. Am Ende wurde Rapid Dritter und konnte sich für den UEFA-Pokal qualifizieren. In der zweiten Saison kam Boya auf elf Einsätze für Rapid in der Hinrunde. In der Winterübertrittszeit wechselte er nach Frankreich und spielte ab dieser Zeit bei Grenoble Foot.
Das Debüt erfolgte gegen den FC Valenciennes, als er für seinen Landsmann Albert Baning in der 64. Minute eingewechselt wurde. Das Spiel endete 0:0. Es folgten weitere 14 Partien in dem Boya zum Einsatz kam, wobei er gegen den AC Le Havre ein Tor erzielte. Am Ende belegte Grenoble den 13. Platz.
Im Sommer 2010 verließ er Grenoble und schloss sich seinem ehemaligen Klub Partizan Belgrad an, den er jedoch auch schon wieder im Winter verließ.
Am 13. Oktober 2011 gab Austria Lustenau die Verpflichtung des Stürmers bekannt, wo er bisher aufgrund einer fehlenden Spielberechtigung kein Ligaspiel bestritt. Im Januar 2012 erhielt der Stürmer seine Spielberechtigung und konnte als Stammspieler mit einer beeindruckenden Torquote überzeugen. Anfang September 2012 wurde Boya bis Jahresende an Randers FC in die dänische Superliga ausgeliehen.
Im Jänner 2013 wurde er von Austria Lustenau entlassen, da er nicht zum Trainingsauftakt der Vorarlberger erschien. Im März 2013 heuerte er erneut bei Randers FC an. Er beendete die Saison 2012/13 mit seinem Team auf dem dritten Platz, was die Qualifikation zur Europa League bedeutete. Boya wechselte anschließend zu Penang FA in die dritte malaysische Liga. Nach dem Aufstieg des Vereins Ende 2013 kehrte er nach Europa zurück, wo ihn der albanische Erstligist FK Kukësi unter Vertrag nahm. Mit seinem neuen Verein errang er die Vizemeisterschaft 2014. Im Juli 2014 wechselte er zu Mohun Bagan AC in die indische I-League. Mit dem Team aus Kolkata gewann er die Meisterschaft 2015. Ende 2015 löste er seinen Vertrag auf und schloss sich im März 2016 Persija Jakarta an.
Ab Januar 2017 spielt er ein halbes Jahr für AS Pagny-sur-Moselle in der französischen CFA 2 und wechselte dann zur unterklassigen Verein AS Saint-Amand-Montrond.

### Nationalmannschaft
International kam er auf bisher vier Einsätze für Kamerun und erzielte einen Treffer. Er nahm am Afrika-Cup 2006 in Ägypten teil, wo Kamerun das Viertelfinale erreichte. Er kam im ersten Gruppenspiel gegen Angola und beim dritten Gruppenspiel gegen die DR Kongo zum Einsatz.

## Erfolge
- Libanesischer Meister 2003
- Libanesischer Pokalsieger 2003
- Serbisch-Montenegrinischer Meister 2005
- Indischer Meister 2015